# Средний крохаль

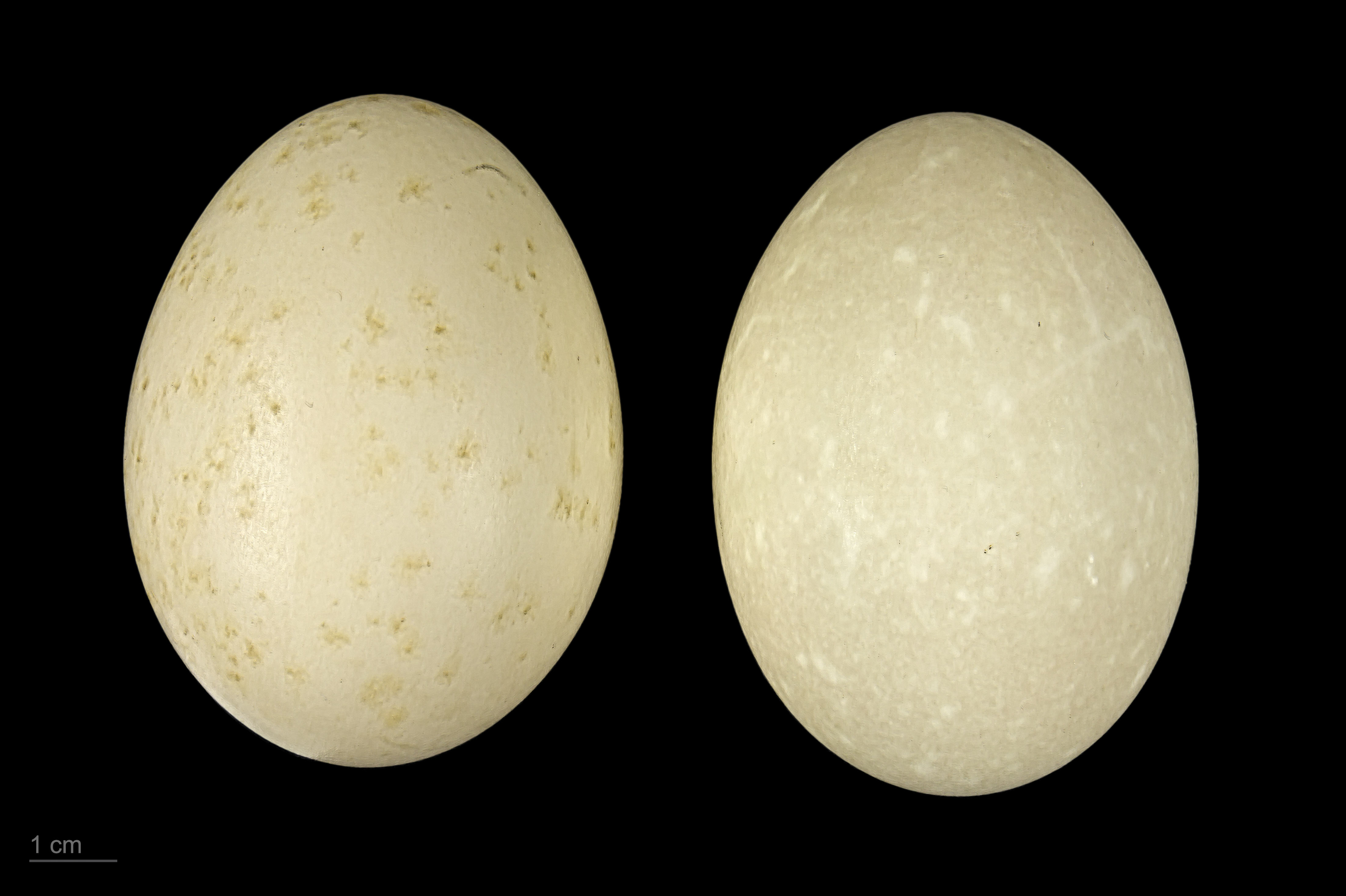
Яйца из коллекции Тулузского музея

Сре́дний (длинноно́сый) кроха́ль (лат. Mergus serrator) — вид птиц семейства утиных (Anatidae).

## Описание

### Внешний вид
Средний крохаль представляет собой крупную утку, величиной с крякву, с узким, длинным клювом. Длина тела достигает 0,5 м. Размах крыльев 67—86 см.
Масса самцов 1000—1300 г. Голова, спина и затылок черные с зелёным отливом, шея и брюшко белые, на боках мелкий струйчатый рисунок, грудь красно-белая. На затылке у селезня имеется двойной хохол из рассученных тонких перьев. Клюв, радужина и ноги — красные. В отличие от большого крохаля, зоб коричневый с чёрными вкраплениями. В верхней челюсти от переднего края ноздрей 18 или более зубцов (у большого крохаля — 13-15).
Самка пепельно-серая с коричневыми головой и шеей, при этом граница коричневого и серого цветов на шее размыта, спина серо-бурая. От самок большого крохаля отличается отсутствием белого пятна под клювом. Хохол самки короче чем у самца.
Длинный тонкий клюв помогает при захвате добычи и напоминает форму пилы.

### Голос
Самка издаёт хриплое «грэ» или «гро», а самец — каркающий крик «каарр, каарр».

## Питание
Помимо рыбы, которая составляет основной рацион этой птицы, питается ракообразными, водными насекомыми и червями.
Часто охотятся сразу несколько длинноносых крохалей, погрузив в воду часть головы и высматривая добычу.

## Местообитания
Обитает в северных частях Северной Америки и Евразии от тундр до лесостепи, зимует по морским побережьям умеренной зоны и субтропиков.